# Matsubaraite
La matsubaraite è un minerale appartenente al gruppo della chevkinite.